# Calumma hafahafa
Calumma hafahafa är en ödleart som beskrevs av  Christopher John Raxworthy och NUSSBAUM 2006. Calumma hafahafa ingår i släktet Calumma och familjen kameleonter. Inga underarter finns listade.
Denna kameleont är endast känd från två fyndplatser på norra Madagaskar. Arten lever i bergstrakter mellan 1500 och 1750 meter över havet. Den vistas i fuktiga bergsskogar som är ursprungliga eller som är måttlig förändrade.
Beståndet hotas av svedjebruk, av skogsbränder, av skogsröjningar och av skogens omvandling till betesmarker. Mellan 2003 och 2010 registrerades endast ett fåtal exemplar. IUCN kategoriserar arten globalt som akut hotad.